# Maggia (Svizzera)
Maggia (in dialetto ticinese Màgia) è un comune svizzero di 2 592 abitanti del Canton Ticino, nel distretto di Vallemaggia.

## Geografia fisica
Il comune e le sue frazioni si trovano sulla riva del Fiume Maggia, il principale fiume del distretto. L'area è molto montagnosa, la cima più alta è il Pizzo delle Pecore a 2381 m s.l.m..

## Storia
Nel villaggio, menzionato nel 1225 come Madiis e nel 1270 nella forma Madia, attorno all'anno 1000 fu fondata la prima chiesa parrocchiale della bassa Valle Maggia, che in seguito sarebbe stata chiesa matrice per le altre parrocchie della valle. L'attività principale del paese era l'agricoltura, mentre la secondaria riguardava l'industria estrattiva. Maggia ha avuto una forte emigrazione a partire dal XVIII secolo, dapprima in Italia e verso le Americhe, fino alla metà del XX secolo.
Il 4 aprile 2004 ha inglobato i comuni soppressi di Aurigeno, Coglio, Giumaglio, Lodano, Moghegno e Someo. La fusione è stata approvata da una votazione popolare il 22 settembre 2002 (754 favorevoli, 210 contrari) e ratificata dal Gran Consiglio l'8 ottobre 2003.

### Simboli

Lo stemma del comune di Maggia fino al 2004

Lo bandiera del comune di Maggia fino al 2004

Lo stemma del comune di Maggia, in uso fino al 2004, era blasonato come segue: d'azzurro, alla fascia ondata d'argento. Con la fusione è stato adottato un nuovo stemma che si compone di due elementi: una fascia di bianco che rappresenta il fiume Maggia e la lettera maiuscola "M" dorata, che rappresenta le montagne della valle in cui Maggia è ubicata e il nome del comune stesso e che si blasona come di seguito: d'azzurro, alla fascia ondata d'argento, alla lettera capitale M, d'oro, in capo, uscente dai lati.

## Monumenti e luoghi d'interesse

### Architetture religiose

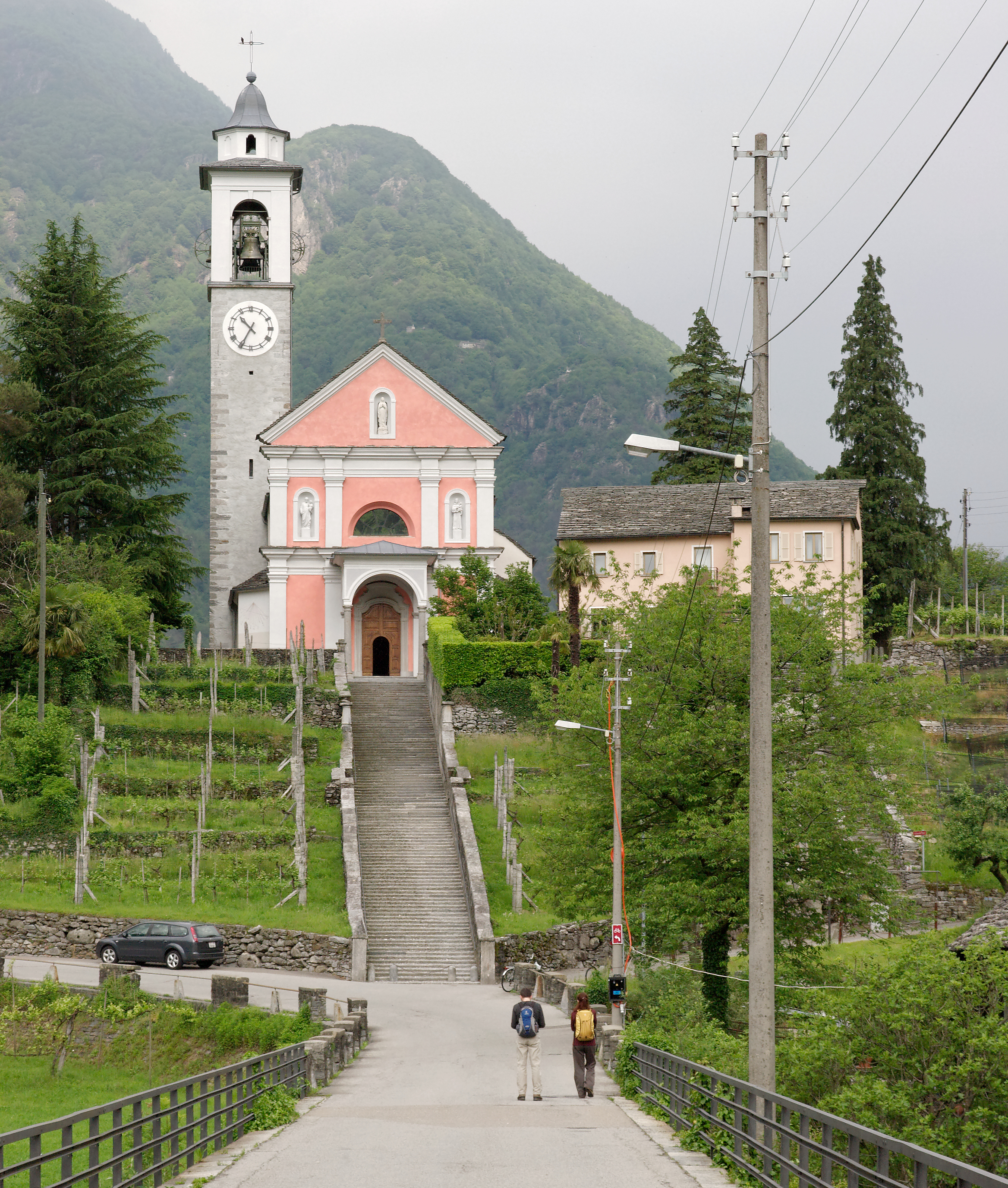
La chiesa parrocchiale di San Maurizio

- Chiesa parrocchiale di San Maurizio, eretta nel XVII secolo (consacrata nel 1636) in luogo di un precedente edificio risalente al X secolo[1];
- Chiesa della Madonna delle Grazie o di Campagna,[5] eretta nel 1510[1];
- Oratorio di Santa Maria del Carmelo [senza fonte];
- Cappella di Santa Maria della Pioda o della Cascata, i cui dipinti risalgono al XVI secolo[senza fonte].

### Architetture civili
- Casa Martinelli, eretta nel XVII secolo[1]. Nel 1695 divenne parte di un beneficio della locale parrocchia,[6] che nel 1915 decise di donare la struttura alle Figlie di Santa Maria della Divina Provvidenza[7] al fine di convertirla in un ospizio per infermi e invalidi[8]. Il ricovero venne inaugurato il 7 maggio 1916, alla presenza di Aurelio Bacciarini, superiore dei guanelliani, e del vescovo Alfredo Peri-Morosini.[9]
- Affresco all'interno di Casa Garzoli[senza fonte];
- Affresco sovrastante il portale del rustico Cà d'Faree[senza fonte]
- Capanna Alzasca.
- Capanna Alpe Canaa

### Aree naturali
- Cascata del Salto [senza fonte].

## Società

### Evoluzione demografica
| Anno | Totale | Aurigeno  | Coglio | Giumaglio | Lodano    | Maggia | Moghegno  | Someo |
| ---- | ------ | --------- | ------ | --------- | --------- | ------ | --------- | ----- |
| 1591 | 1838   | 65 fuochi | 100    | 300       | 24 fuochi | 420    | 53 fuochi | 450   |
| 1709 |        | 398       |        |           | 70        | 530    |           | 700   |
| 1719 |        |           | 122    |           |           |        |           |       |
| 1761 |        |           |        | 125       |           |        | 300       |       |
| 1801 | 1751   | 302       | 94     | 188       | 85        | 414    | 294       | 374   |
| 1850 | 2711   | 297       | 195    | 413       | 140       | 641    | 392       | 633   |
| 1860 | 2376   | 294       | 148    | 345       | 122       | 546    | 361       | 560   |
| 1870 | 2139   | 262       | 159    | 321       | 115       | 471    | 339       | 472   |
| 1880 | 2110   | 224       | 160    | 321       | 122       | 469    | 347       | 467   |
| 1888 | 1986   | 219       | 156    | 281       | 116       | 428    | 311       | 475   |
| 1900 | 1699   | 219       | 135    | 232       | 141       | 340    | 264       | 368   |
| 1910 | 1571   | 211       | 97     | 249       | 129       | 317    | 286       | 282   |
| 1920 | 1474   | 212       | 102    | 201       | 134       | 301    | 256       | 268   |
| 1930 | 1378   | 172       | 78     | 176       | 103       | 326    | 259       | 264   |
| 1941 | 1348   | 171       | 68     | 193       | 92        | 357    | 214       | 253   |
| 1950 | 1605   | 214       | 73     | 204       | 134       | 450    | 205       | 325   |
| 1960 | 1526   | 172       | 84     | 178       | 86        | 461    | 197       | 348   |
| 1970 | 1464   | 127       | 70     | 167       | 86        | 521    | 193       | 300   |
| 1980 | 1687   | 201       | 66     | 179       | 117       | 582    | 227       | 315   |
| 1990 | 2067   | 316       | 92     | 195       | 185       | 712    | 275       | 292   |
| 2000 | 2281   | 372       | 96     | 202       | 171       | 850    | 336       | 254   |
| 2004 | 2320   | 384       | 99     | 210       | 191       | 802    | 376       | 258   |

L'evoluzione demografica è riportata nella seguente tabella:
Abitanti censiti

## Geografia antropica

### Frazioni
- Aurigeno
  - Dunzio
  - Ronchini
  - Terra di Fuori
- Coglio
- Giumaglio
- Lodano
- Maggia
- Moghegno
- Someo
  - Riveo

## Infrastrutture e trasporti
Dal 1907 al 1965 il comune è stato servito dalla ferrovia Locarno-Ponte Brolla-Bignasco. Sul territorio vi furono sette stazioni: Ronchini, Aurigeno-Moghegno, Maggia, Lodano, Coglio-Giumaglio, Someo e Riveo.
La maggior parte dei distretti del comune sono accessibili dalla linea 315 del FART Locarno-Bignasco-Cavergno e si trova sulla strada principale da Locarno attraverso la Vallemaggia.

## Politica amministrativa
Il 4 aprile 2004 ha incorporato i comuni di Aurigeno (2000: 372 abitanti), Coglio (2000: 96 abitanti), Giumaglio (2000: 202 abitanti), Lodano (2000: 171 abitanti), Maggia (2000: 850 abitanti), Moghegno (2000: 336 abitanti) e Someo (2000: 254 abitanti).
Il comune della nuova Maggia è nato da un piano che si è svolto su 5 fasi:
- contatti preliminari e formazione di una commissione di studio: in seguito ai contatti intercorsi tra i comuni per verificare la disponibilità alla fusione, sono state redatte proposte di aggregazione da presentare al Consiglio di Stato;
- presentazione della proposta al Consiglio di Stato: una commissione di studio dopo un'analisi dei comuni determina l'impostazione istituzionale e amministrativa, evidenziando problemi e vantaggi. Inoltre sono state formulate richieste di aiuti finanziari;
- votazione consultiva: dopo l'approvazione del progetto da parte del Consiglio di Stato si è svolta una votazione consultiva che ha avuto il seguente risultato[11]:

|           | Iscritti in catalogo | Votanti | % votanti | Schede non computabili | Schede non computabili | Schede computabili | SI  | %    | NO  | %    |
| Bianche   | Iscritti in catalogo | Votanti | % votanti | Nulle                  |                        | Schede computabili | SI  | %    | NO  | %    |
| --------- | -------------------- | ------- | --------- | ---------------------- | ---------------------- | ------------------ | --- | ---- | --- | ---- |
| Aurigeno  | 280                  | 138     | 49.3      | -                      | -                      | 138                | 73  | 52.9 | 65  | 47.1 |
| Coglio    | 74                   | 55      | 74.3      | 1                      | -                      | 54                 | 40  | 74.1 | 14  | 25.9 |
| Giumaglio | 150                  | 98      | 65.3      | 3                      | -                      | 95                 | 79  | 83.2 | 16  | 16.8 |
| Lodano    | 140                  | 99      | 70.7      | 2                      | -                      | 97                 | 76  | 78.4 | 21  | 21.6 |
| Maggia    | 528                  | 314     | 59.5      | 3                      | -                      | 311                | 269 | 86.5 | 42  | 13.5 |
| Moghegno  | 242                  | 163     | 67.4      | 1                      | -                      | 162                | 127 | 78.4 | 35  | 21.6 |
| Someo     | 189                  | 111     | 58.7      | 4                      | -                      | 107                | 90  | 84.1 | 17  | 15.9 |
| Totali    | 1'603                | 978     | 61        | 14                     | 0                      | 964                | 754 | 78.2 | 210 | 21.0 |

- decisione del Gran Consiglio: tenendo conto dei risultati della votazione il Gran Consiglio ha approvato la richiesta di aggregazione[12];
- elezione degli organi comunali ed entrata in vigore del nuovo comune: dopo l'approvazione della proposta sono state organizzate le elezioni degli organi del nuovo comune.

### Municipio
| Legislazione | Periodo        | Periodo        | Sindaco                                       | Vicesindaco                                          | Municipali |
| ------------ | -------------- | -------------- | --------------------------------------------- | ---------------------------------------------------- | --- |
| 1.           | 4 aprile 2004  | 20 aprile 2008 | Fiorenzo Quanchi Partito Popolare Democratico | Renzo Piezzi Partito Liberale Radicale               | Severino Rianda Partito Popolare Democratico Giuseppe Del Notaro Partito Liberale Radicale Piera Gessler Unità della Sinistra e Simpatizzanti |
| 2.           | 20 aprile 2008 | 4 luglio 2010  | Fiorenzo Quanchi Partito Popolare Democratico | Fabio Rianda Partito Popolare Democratico            | Aron Piezzi Partito Liberale Radicale Patrik Arnold Partito Liberale Radicale Luca Sartori Unità della Sinistra e Simpatizzanti               |
| 2.           | 4 luglio 2010  | 1º aprile 2012 | Aron Piezzi Partito Liberale Radicale         | Fabio Rianda Partito Popolare Democratico            | Patrik Arnold Partito Liberale Radicale Luca Sartori Unità della Sinistra e Simpatizzanti Roberto Adami Partito Popolare Democratico          |
| 3.           | 1º aprile 2012 | 8 gennaio 2015 | Aron Piezzi Partito Liberale Radicale         | Roberto Adami Partito Popolare Democratico           | Patrik Arnold Partito Liberale Radicale Rita Omini Partito Liberale Radicale Luca Sartori Unità della Sinistra e Simpatizzanti                |
| 3.           | 8 gennaio 2015 | 14 aprile 2016 | Aron Piezzi Partito Liberale Radicale         | Roberto Adami Partito Popolare Democratico           | Patrik Arnold Partito Liberale Radicale Rita Omini Partito Liberale Radicale Fabrizio Sacchi Unità della Sinistra e Simpatizzanti             |
| 4.           | 14 aprile 2016 | 27 aprile 2018 | Aron Piezzi Partito Liberale Radicale         | Roberto Adami Partito Popolare Democratico           | Patrik Arnold Partito Liberale Radicale Marcello Tonini Partito Popolare Democratico Fabrizio Sacchi Unità della Sinistra e Simpatizzanti     |
| 4.           | 28 aprile 2018 | 17 aprile 2021 | Aron Piezzi Partito Liberale Radicale         | Patrik Arnold Partito Liberale Radicale              | Simona Bergonzoli Partito Popolare Democratico Rita Omini Partito Liberale Radicale Fabrizio Sacchi Unità della Sinistra e Simpatizzanti      |
| 5.           | 18 aprile 2021 |                | Andrea Sartori Partito Liberale Radicale      | Fabrizio Sacchi Unità della Sinistra e Simpatizzanti | Aldo Pedroni Lega-UDC/SVP/Ex Agrari-Indipendenti Massimo Ramelli Partito Popolare Democratico Danilo Tormen Partito Liberale Radicale         |

### Consiglio comunale
| Legislatura | Periodo        | Periodo        | PLR | PPD | Sinistra | Lega | UDC/MontagnaViva | Cambiare per la Valle |
| ----------- | -------------- | -------------- | --- | --- | -------- | ---- | ---------------- | --------------------- |
| 1.          | 4 aprile 2004  | 20 aprile 2008 | 11  | 10  | 6        | 3    | -                | -                     |
| 2.          | 20 aprile 2008 | 1º aprile 2012 | 11  | 9   | 6        | 4    | -                | -                     |
| 3.          | 1º aprile 2012 | 14 aprile 2016 | 12  | 8   | 5        | 3    | 2                | -                     |
| 4.          | 14 aprile 2016 | 17 aprile 2021 | 11  | 10  | 5        | 3    | -                | 1                     |
| 5.          | 18 aprile 2021 |                | 11  | 9   | 5        | 5    | 5                | -                     |

Ogni famiglia originaria del luogo fa parte del cosiddetto comune patriziale e ha la responsabilità della manutenzione di ogni bene ricadente all'interno dei confini del comune. I patriziati degli ex comuni soppressi ha mantenuto la giurisdizione sul proprio territorio di competenza.

### Gemellaggi
- Wallisellen, ereditato dalla frazione di Aurigeno[senza fonte].

## Sport
A Maggia hanno sede l'Associazione Calcio Vallemaggia e la società hockeystica dilettantistica Hockey Club Maggia.